# Spatialisme (art)
Pour les articles homonymes, voir spatialisme.

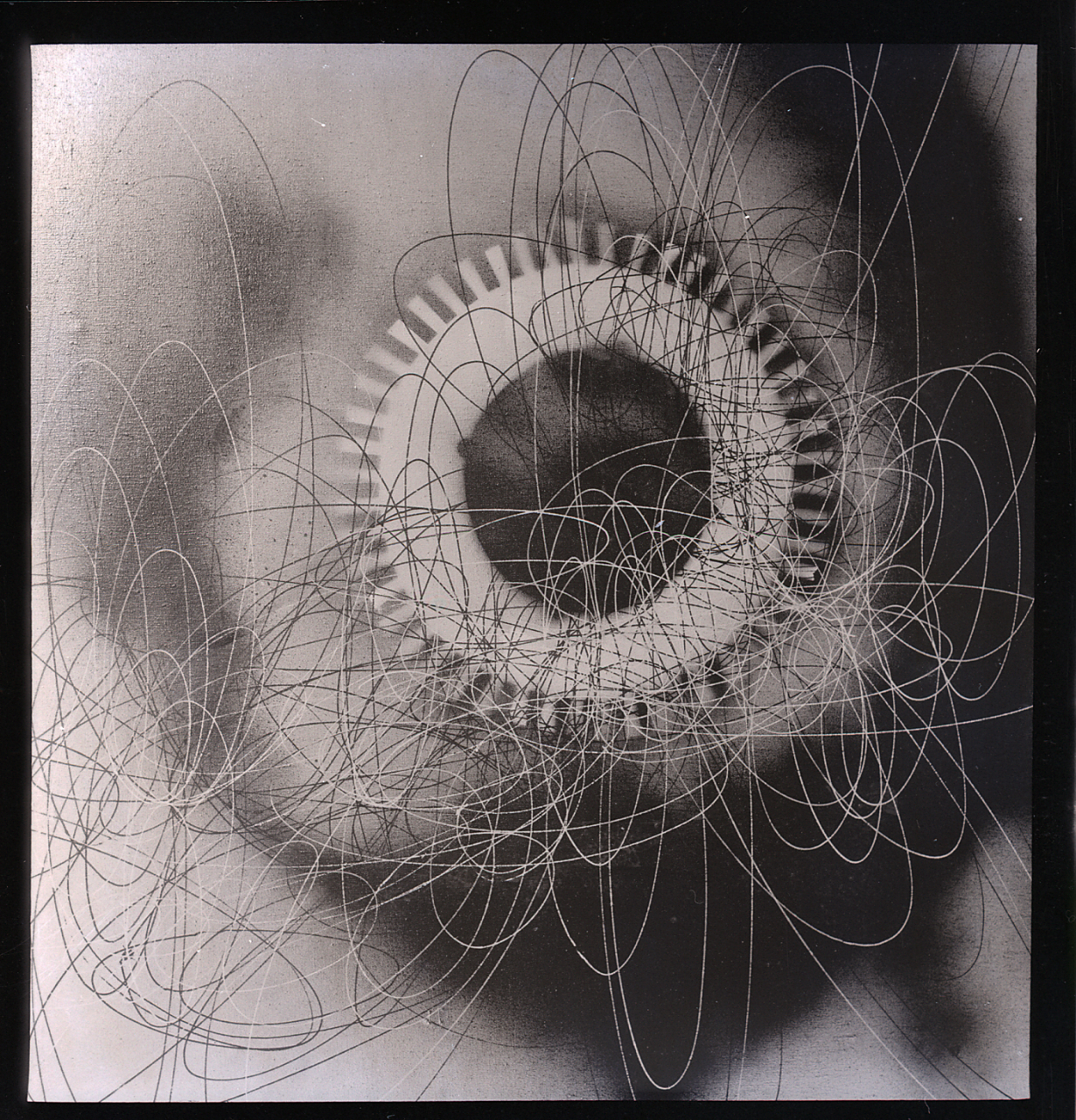
Roberto Crippa, Spiralis. Photo par Paolo Monti, 1953 (Fondo Paolo Monti, BEIC).

Le spatialisme est un mouvement artistique fondé en 1950, mais théorisé dès 1946 par le peintre italo-argentin Lucio Fontana. Il est lié à l'art informel. 

## Historique

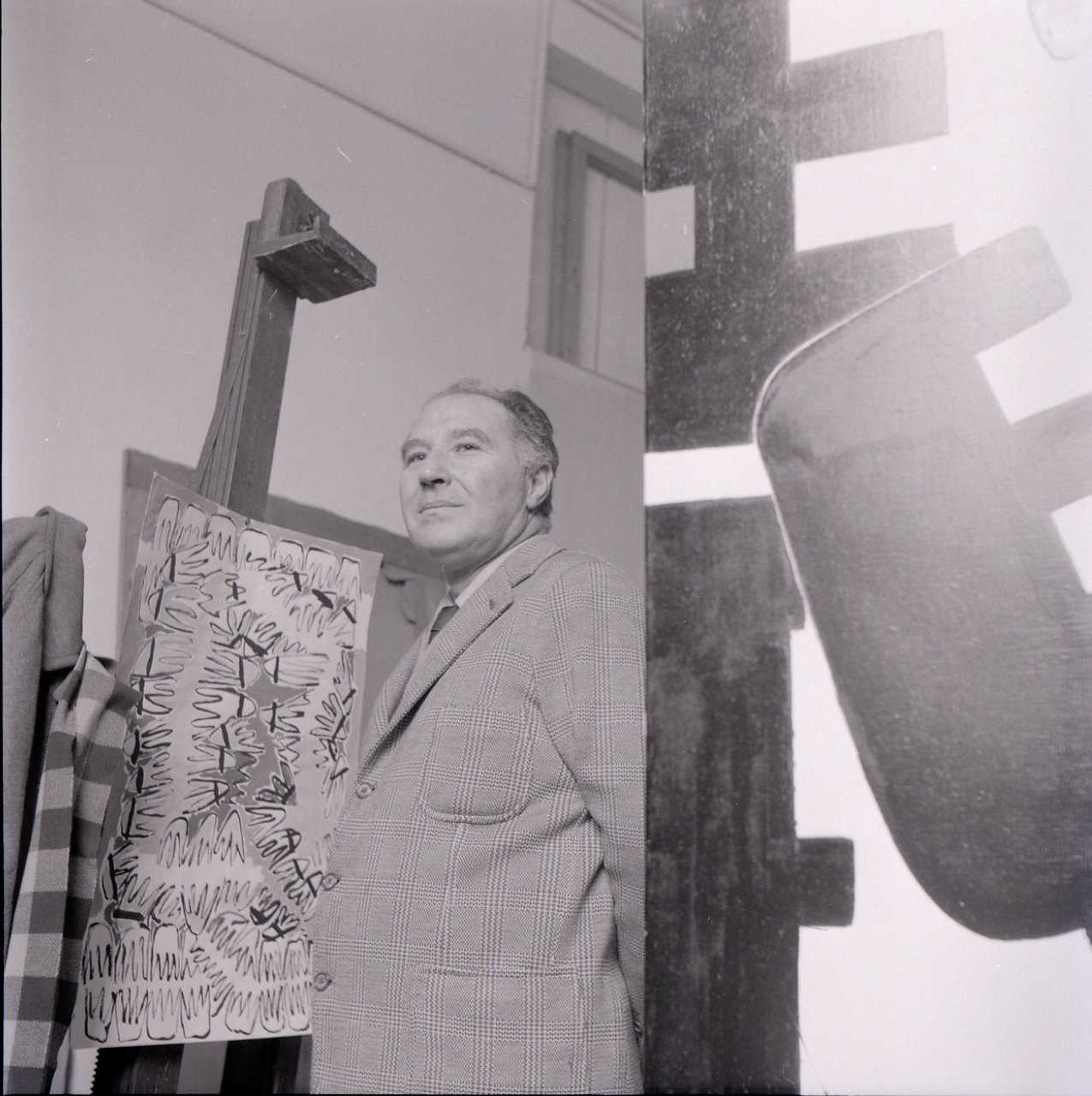
Giuseppe Capogrossi. Photo par Paolo Monti, 1972.

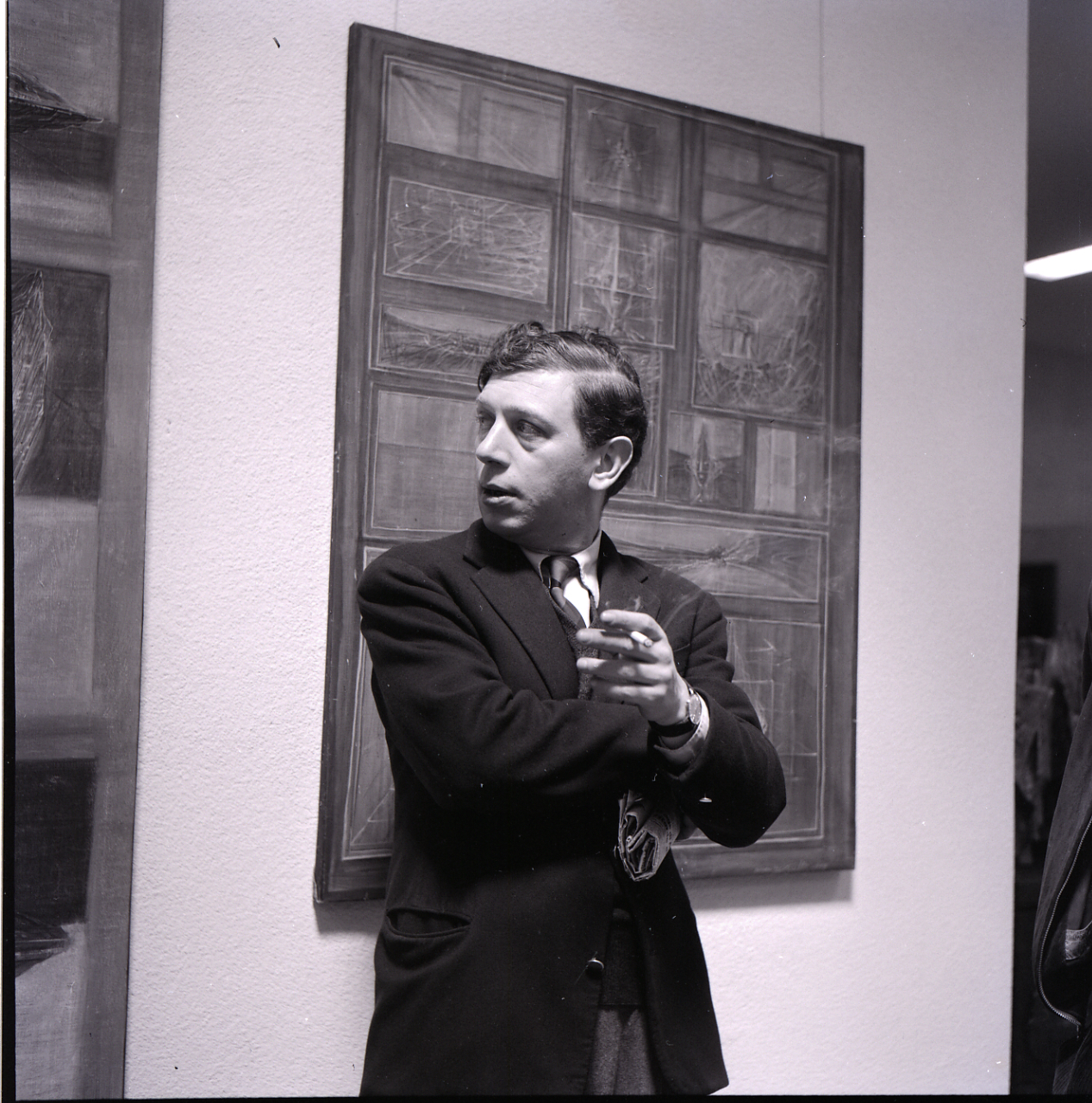
Cesare Peverelli. Photo par Paolo Monti.

En 1940, à Buenos Aires, Lucio Fontana met sur pied, avec ses collègues Jorge Romero Brest et Jorge Larco, une école privée, l'« Académie d'Altamira ». Il y élabore en 1946, en compagnie de quelques jeunes artistes et intellectuels, le « Manifesto blanco » (le Manifeste blanc), qui sera considéré comme le premier manifeste du Mouvement spatialiste et qui influencera de nombreux artistes abstraits. Y sont d'ores et déjà énoncées les règles d'un art à naître, articulées autour des concepts de temps et d'espace. Il s'agit, annonce-t-il, de tourner le dos à « l'usage des formes connues de l'art » pour privilégier, au contraire, « le développement d'un art fondé sur l'unité du temps et de l'espace ».
En 1947, Lucio Fontana revient à Milan où un petit groupe se réunit bientôt autour de ses idées et propositions. Il reprend son projet pour en faire un « manifeste technique ». Deux autres manifestes concourent à définir le mouvement. Le premier, « Spatialistes I » (1947), est rédigé par le peintre Beniamino Joppolo et prolongé, en 1948, par « Spatialistes II », du critique Antonino Tullier. Puis il fait paraître en 1951 un Manifeste de l'art spatial sous le titre de « Nous continuons l'évolution des moyens dans l'art », chargé de compléter la « Proposition d'un règlement du mouvement spatial » publié l'année précédente. Il n'y aura plus qu'à y ajouter, en 1952, le « Manifeste du mouvement spatial pour la télévision » pour constituer une trilogie théorique du spatialisme.
Dès 1949, Lucio Fontana commence à peindre des surfaces monochromes et à les « maltraiter » en faisant des trous ou des incisions dans la toile (Concetto spaziale (50-B.1), 1950, MNAM, Paris), suivis des « Buchi » et « Tagli ». Pour Fontana « la toile n'est pas ou plus un support mais une illusion. » La surface d'une toile ne doit plus seulement exister pour le regard de l'observateur qui s'abîme en elle, mais, au contraire, s'ouvrir largement aux hasards de son environnement non pictural.
Il attribuera le titre de concept spatial à ce type d’œuvres également décliné en sculptures (Concetto spaziale Teatrino). En 1950, il fonde le spatialisme proprement dit, mouvement auquel participent plusieurs autres peintres tels que Mario Deluigi et Roberto Crippa. Les peintres spatialistes ne s’attachent plus tant à la couleur et à la peinture de la toile qu’à créer sur celle-ci une construction picturale de nature tridimensionnelle, motivée par une capture du mouvement dans l’espace-temps, à travers la prise de conscience des forces naturelles cachées, issues des particules élémentaires et de la lumière, qui agissent de manière incontrôlée sur la superficie de la toile. À la faveur d’un accident qui endommage l’une de ses toiles prévue pour une exposition à Paris, il fixe alors cette intention par un geste souverain consistant à griffer, perforer et inciser le plan du tableau à l’aide d’une lame de rasoir, d’un poinçon ou d’un cutter pour en révéler l’espace tridimensionnel (Concetto spaziale Attese, Folkwang Museum d'Essen ; MoMA de New York), puis il constellera certaines de ses peintures d'éclats de verroterie ou de petits cailloux. Fontana pratique aussi ce geste de lacération sur des sphères de bronze.
Lucio Fontana poursuit également ses réalisations sous toutes les occurrences manipulables de la lumière. En 1949, influencé par le travail de l'artiste argentin Gyula Kosice créateur du mouvement MADI, il utilise la lumière noire ou lumière de Wood à la Galleria del Naviglio de Milan, avec l'aide de l'architecte Luciano Baldessari, pour concevoir une installation plongée dans l'obscurité tout en étant traversée de colorations abstraites, qui semblent suspendues au-dessus du sol. Cette première œuvre spatialiste voit le jour en 1949 sous le titre d'Ambiente spaziale a luce nera (environnement spatial en lumière noire). Il réalise également des structures en néon, intitulée Luce spaziale pour la IXe Triennale de Milan de 1951, pour le pavillon italien de l'exposition de Turin en 1961, etc.
La première grande exposition collective, sous l'intitulé programmatique d'« Arte spaziale », viendra illustrer les propositions de ces manifestes. Outre celles de Fontana, elle rassemble des œuvres de Giancarlo Carozzi, Roberto Crippa, Mario Deluigi, Gianni Dova, Beniamino Joppolo et Cesare Peverelli.

## Artistes
- Lucio Fontana
- Roberto Crippa
- Mario Deluigi
- Giuseppe Capogrossi
- Emilio Scanavino
- Gianni Dova
- Alberto Viani
- Guido Antoni
- Giorgio Kaisserlian
- Beniamino Joppolo
- Milena Milani
- Aldo Bergolli
- Sergio Dangelo
- Edmondo Bacci
- Umberto Mariani
- Tancredi Parmeggiani
- Cesare Peverelli
- Ettore Sottsass
- Giorgio Amelio Roccamonte
- Giuseppe Tarantino (Turin)
- Gian Carozzi
- DoDoU
- Jean Bouvier
- Pippo Casellati
- Enrico Castellani
- Turi Simeti